# Memorias, la verdadera historia de esta república desde el año 1808
Memorias, la verdadera historia de esta república desde el año 1808 es un documento autógrafo de Lucas Alamán, ministro de Relaciones Exteriores e Interiores de la República Mexicana durante varios gobiernos conservadores. El documento ayuda a entender la trayectoria de la república en 1808 y las circunstancias que orillaron a la independencia en el año 1843.

## Contenido del documento
La principal idea que quiso plasmar Lucas Alamán fue hacer una revisión sobre la historia de la República a partir de la caída del imperio de Agustín Iturbide en 1823, hasta el periodo del derroque de la autoridad por Antonio López de Santa Anna. A decir del político mexicano, este periodo compone  las partes más importantes de la historia mexicana incluyendo como primera instancia en el capítulo I, el principio de su familia, algunas noticias y documentos que requirió para su investigación e historia a partir de 1808.

"Me propongo escribir la historia de la republica mexicana desde el principio del año de 1823 en que se verificó la caída del Emperador D. Agustín de Iturbide hasta el de 1843 en que usurpaba la autoridad pública por el General D. Antonio López de Santa Ana, […] precedido a las inquietudes y turbaciones que hasta entonces habían evitado los partidos políticos en nombre de la libertad. Las intrigas y magnos decretos del palacio nacional que han tenido por objeto establecer un poder arbitrario y aprovecharse de los despojos de la nación […]"